# Classificazione di Nizza
La classificazione di Nizza è un elenco che descrive la natura di prodotti e servizi in termini generali, allo scopo di classificare i marchi registrati in maniera univocamente riconosciuta ed accettata a livello internazionale.
Attualmente siamo alla 12ª edizione della classificazione. È composta da 34 classi di prodotti (classi da 1 a 34) e 11 classi di servizi (classi da 35 a 45). La classificazione è stata definita nel 1957 dall'organizzazione World Intellectual Property Organization (WIPO).

## Elenco prodotti e servizi
| Classe | Descrizione |
| ------ | --- |
| 1      | Prodotti chimici destinati all'industria, alle scienze, alla fotografia, come anche all'agricoltura, all'orticoltura e alla silvicoltura; Resine artificiali allo stato grezzo, materie plastiche allo stato grezzo; Concimi per i terreni; Composizioni per estinguere il fuoco; Preparati per la tempera e la saldatura dei metalli; Prodotti chimici destinati a conservare gli alimenti; Materie concianti; Adesivi (materie collanti) destinati all'industria |
| 2      | Colori, vernici, lacche; Prodotti preservanti dalla ruggine e dal deterioramento del legno; Materie tintorie; Mordenti; Resine naturali allo stato grezzo; Metalli in fogli e in polvere per pittori, decoratori, tipografi e artisti |
| 3      | Preparati per la sbianca e altre sostanze per il bucato; Preparati per pulire, lucidare, sgrassare e abradere; Saponi; Profumeria, olii essenziali, cosmetici, lozioni per capelli; Dentifrici |
| 4      | Olii e grassi industriali; Lubrificanti; Prodotti per assorbire, bagnare e far rapprendere la polvere; Combustibili (comprese le benzine per i motori) e materie illuminanti; Candele e stoppini per illuminazione |
| 5      | Prodotti farmaceutici e veterinari; Prodotti igienici per scopi medici; Alimenti e sostanze dietetiche per uso medico o veterinario, alimenti per neonati; Complementi alimentari per umani ed animali; Impiastri, materiale per fasciature; Materiali per otturare i denti e per impronte dentarie; Disinfettanti; Prodotti per la distruzione degli animali nocivi; Fungicidi, erbicidi |
| 6      | Metalli comuni e loro leghe; Materiali per costruzione metallici; Costruzioni metalliche trasportabili; Materiali metallici per ferrovie; Cavi e fili metallici non elettrici; Serrami e chincaglieria metallica; Tubi metallici; Casseforti; Prodotti metallici non compresi in altre classi; Minerali |
| 7      | Macchine e macchine-utensili; Motori (eccetto quelli per veicoli terrestri); Giunti e organi di trasmissione (eccetto quelli per veicoli terrestri); Strumenti agricoli tranne quelli azionati manualmente; Incubatrici per uova; Distributori automatici |
| 8      | Utensili e strumenti azionati manualmente; Coltelleria, forchette e cucchiai; Armi bianche; Rasoi |
| 9      | Apparecchi e strumenti scientifici, nautici, geodetici, fotografici, cinematografici, ottici, di pesata, di misura, di segnalazione, di controllo (ispezione), di soccorso (salvataggio) e d'insegnamento; Apparecchi e strumenti per la conduzione, distribuzione, trasformazione, accumulazione, regolazione o controllo dell'elettricità; Apparecchi per la registrazione, la trasmissione, la riproduzione del suono o delle immagini; Supporti di registrazione magnetica, dischi acustici; Compact disk, DVD e altri supporti di registrazione digitale; Meccanismi per apparecchi di prepagamento; Registratori di cassa, macchine calcolatrici, corredo per il trattamento dell'informazione, computer; Software; Estintori |
| 10     | Apparecchi e strumenti chirurgici, medici, dentari e veterinari, membra, occhi e denti artificiali; Articoli ortopedici; Materiale di sutura |
| 11     | Apparecchi di illuminazione, di riscaldamento, di produzione di vapore, di cottura, di refrigerazione, di essiccamento, di ventilazione, di distribuzione d'acqua e impianti sanitari |
| 12     | Veicoli; Apparecchi di locomozione terrestri, aerei o nautici |
| 13     | Armi da fuoco; Munizioni e proiettili; Esplosivi; Fuochi d'artificio |
| 14     | Metalli preziosi e loro leghe e prodotti in tali materie o placcati non compresi in altre classi; Oreficeria, gioielleria, pietre preziose; Orologeria e strumenti cronometrici |
| 15     | Strumenti musicali |
| 16     | Carta, cartone e prodotti in queste materie, non compresi in altre classi; Stampati; Articoli per legatoria; Fotografie; Cartoleria; Adesivi (materie collanti) per la cartoleria o per uso domestico; Materiale per artisti; Pennelli; Macchine da scrivere e articoli per ufficio (esclusi i mobili); Materiale per l'istruzione o l'insegnamento (tranne gli apparecchi); Materie plastiche per l'imballaggio (non comprese in altre classi); Caratteri tipografici; Cliché |
| 17     | Caucciù, guttaperca, gomma, amianto, mica e prodotti in tali materie non compresi in altre classi; Prodotti in materie plastiche semilavorate; Materie per turare, stoppare e isolare; Tubi flessibili non metallici |
| 18     | Cuoio e sue imitazioni, articoli in queste materie non compresi in altre classi; Pelli di animali; Bauli e valigie; Ombrelli e ombrelloni; Bastoni da passeggio; Fruste e articoli di selleria |
| 19     | Materiali da costruzione non metallici; Tubi rigidi non metallici per la costruzione; Asfalto, pece e bitume; Costruzioni trasportabili non metalliche; Monumenti non metallici |
| 20     | Mobili, specchi, cornici; Prodotti, non compresi in altre classi, in legno, sughero, canna, giunco, vimini, corno, osso, avorio, balena, tartaruga, ambra, madreperla, spuma di mare, succedanei di tutte queste materie o in materie plastiche |
| 21     | Utensili e recipienti per uso domestico o di cucina; Pettini e spugne; Spazzole (eccetto i pennelli); Materiali per la fabbricazione di spazzole; Materiale per pulizia; Paglia di ferro; Vetro grezzo o semilavorato (eccetto il vetro da costruzione); Vetreria, porcellana e maiolica non comprese in altre classi |
| 22     | Corde, spaghi, reti, tende, teloni, vele, sacchi (non compresi in altre classi); Materiale d'imbottitura (tranne il caucciù o le materie plastiche); Materie tessili fibrose grezze |
| 23     | Fili per uso tessile |
| 24     | Tessuti e prodotti tessili non compresi in altre classi; Coperte da letto; Copritavoli |
| 25     | Articoli di abbigliamento, scarpe, cappelleria |
| 26     | Merletti, pizzi e ricami, nastri e lacci; Bottoni, ganci e occhielli, spille e aghi; Fiori artificiali |
| 27     | Tappeti, zerbini, stuoie, linoleum e altri rivestimenti per pavimenti; Tappezzerie per pareti in materie non tessili |
| 28     | Giochi, giocattoli; Articoli per la ginnastica e lo sport non compresi in altre classi; Decorazioni per alberi di Natale |
| 29     | Carne, pesce, pollame e selvaggina; Estratti di carne; Frutta e ortaggi conservati, congelati, essiccati e cotti; Gelatine, marmellate, composte; Uova; Latte e prodotti derivati dal latte; Olii e grassi commestibili |
| 30     | Caffè, tè, cacao e succedanei del caffè; Riso; Tapioca e sago; Farine e preparati fatti di cereali; Pane, pasticceria e confetteria; Gelati; Zucchero, miele, sciroppo di melassa; Lievito, polvere per fare lievitare; Sale; Senape; Aceto, salse (condimenti); Spezie; Ghiaccio |
| 31     | Granaglie e prodotti agricoli, orticoli, forestali, non compresi in altre classi; Animali vivi; Frutta e ortaggi freschi; Sementi; Piante e fiori naturali; Alimenti per gli animali; Malto |
| 32     | Birre; Acque minerali e gassose e altre bevande analcoliche; Bevande a base di frutta e succhi di frutta; Sciroppi e altri preparati per fare bevande |
| 33     | Bevande alcoliche (escluse le birre) |
| 34     | Tabacco; Articoli per fumatori; Fiammiferi |
| 35     | Pubblicità; Gestione di affari commerciali; Amministrazione commerciale; Lavori di ufficio |
| 36     | Assicurazioni; Affari finanziari; Affari monetari; Affari immobiliari |
| 37     | Costruzione; Riparazione; Servizi d'installazione |
| 38     | Telecomunicazioni |
| 39     | Trasporto; Imballaggio e deposito di merci; Organizzazione di viaggi |
| 40     | Trattamento di materiali |
| 41     | Educazione; Formazione; Divertimento; Attività sportive e culturali |
| 42     | Servizi scientifici e tecnologici e servizi di ricerca e progettazione ad essi relativi; Servizi di analisi e di ricerche industriali; Progettazione e sviluppo di hardware e software |
| 43     | Servizi di ristorazione (alimentazione); Alloggi temporanei |
| 44     | Servizi medici; Servizi veterinari; Cure d'igiene e di bellezza per l'uomo o per gli animali; Servizi di agricoltura, orticoltura e silvicoltura |
| 45     | Servizi giuridici; Servizi di sicurezza per la protezione di beni e persone; Servizi personali e sociali resi da terzi destinati a soddisfare necessità individuali |